# 100 Broken Windows
100 Broken Windows è il secondo album in studio del gruppo musicale rock scozzese Idlewild, pubblicato nel 2000.

## Tracce
1. Little Discourage – 3:08
2. I Don't Have the Map – 2:14
3. These Wooden Ideas – 3:52
4. Roseability – 3:38
5. Idea Track – 3:13
6. Let Me Sleep (Next to the Mirror) – 3:20
7. Listen to What You've Got – 2:32
8. Actually It's Darkness – 2:39
9. Rusty – 4:17
10. Mistake Pageant – 2:49
11. Quiet Crown – 3:21
12. The Bronze Medal – 3:35